# Boulazac
Boulazac (prononcé [bulazak]) est une ancienne commune française située dans le département de la Dordogne.
Au 1er janvier 2016, elle fusionne avec Atur et Saint-Laurent-sur-Manoire et devient commune déléguée de la commune nouvelle de Boulazac Isle Manoire, en région Nouvelle-Aquitaine.

## Géographie

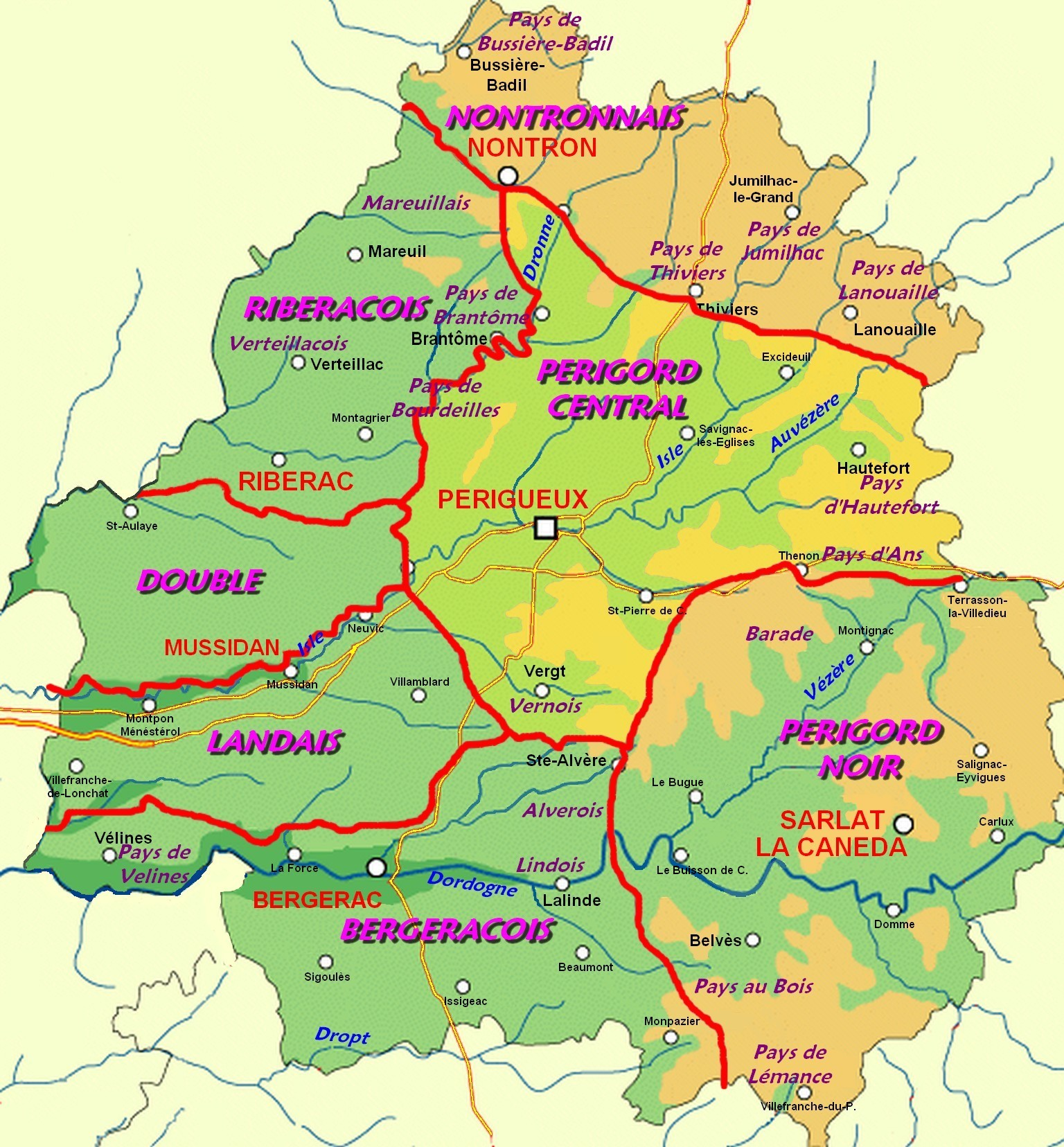
Boulazac est localisée à même titre que Périgueux dans le Périgord central.

### Localisation
Incluse dans l'unité urbaine de Périgueux, la commune de Boulazac constitue, au sud-est de Périgueux, sa banlieue immédiate.
La ville se trouve, en  distances orthodromiques à 60 km de Brive-la-Gaillarde, 72 km d'Angoulême, 83 km de Limoges, 96 km de Cahors, 108 km d'Agen, 112 km de Bordeaux et 427 km de Paris.
Elle se trouve au croisement de la route nationale 221 et de la route départementale 6089 (l'ancienne route nationale 89), à deux kilomètres de l'échangeur « Périgueux-est » de l'autoroute A89.
Depuis la construction récente de l'autoroute A89, la ville évolue et est la quatrième commune la plus peuplée après Trélissac, Coulounieix-Chamiers et Périgueux dans l'arrondissement de Périgueux.

### Communes limitrophes

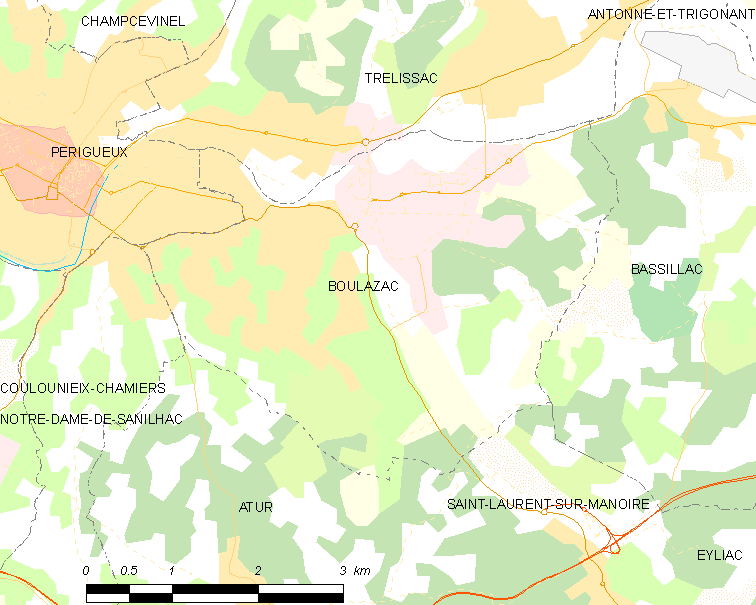
Carte de Boulazac et des communes avoisinantes en 2015.

En 2015, année précédant la création de la commune nouvelle de Boulazac Isle Manoire, Boulazac était limitrophe de six autres communes.
| Périgueux              | Trélissac |                           |
| Notre-Dame-de-Sanilhac | Boulazac  | Bassillac                 |
| Atur                   |           | Saint-Laurent-sur-Manoire |

### Topographie
Boulazac est située dans le Périgord central. La ville fait partie du Périgord blanc, ensemble qui doit son nom à des collines calcaires.
Le Périgord central est entouré au nord par le Nontronnais à l'est par le bassin de Brive, au sud par le Périgord noir et le Bergeracois et à l'ouest par le Landais, la Double et le Ribéracois.
La région se présente comme un grand ensemble de collines calcaires séparées par les vallées de l'Isle, de la Beauronne, de la Loue mais aussi du Vern. Les champs et prairies alternent avec les bois de châtaigniers, de chênes ou de pins.

### Géologie
Géologiquement, la commune est située dans les coteaux calcaires du Bassin aquitain, comme les quatre cinquièmes sud du département de la Dordogne.
La profondeur du socle est égale à 1 000 m, identique à celle de Périgueux.
Le terrain communal date du Crétacé supérieur. On trouve le Campanien, calcaire crayeux, sur les hauteurs, et le Coniacien et le Santonien, plus sablonneux, à la base des flancs de vallées.
Toutefois les sommets des plateaux et certains flancs sont occupés par des formations de recouvrement et colluvions issues de la roche en place et datant du Quaternaire, principalement au nord-est et à l'ouest du territoire communal. On y trouve argile et sables.
Les vallées de l'Isle, au nord, et du Manoire, au centre, sont occupées par des alluvions récentes, formant une importante terrasse alluviale au sud-est de leur confluent (zone industrielle et commerciale du Ponteix et Beauséjour),,,.

### Hydrographie

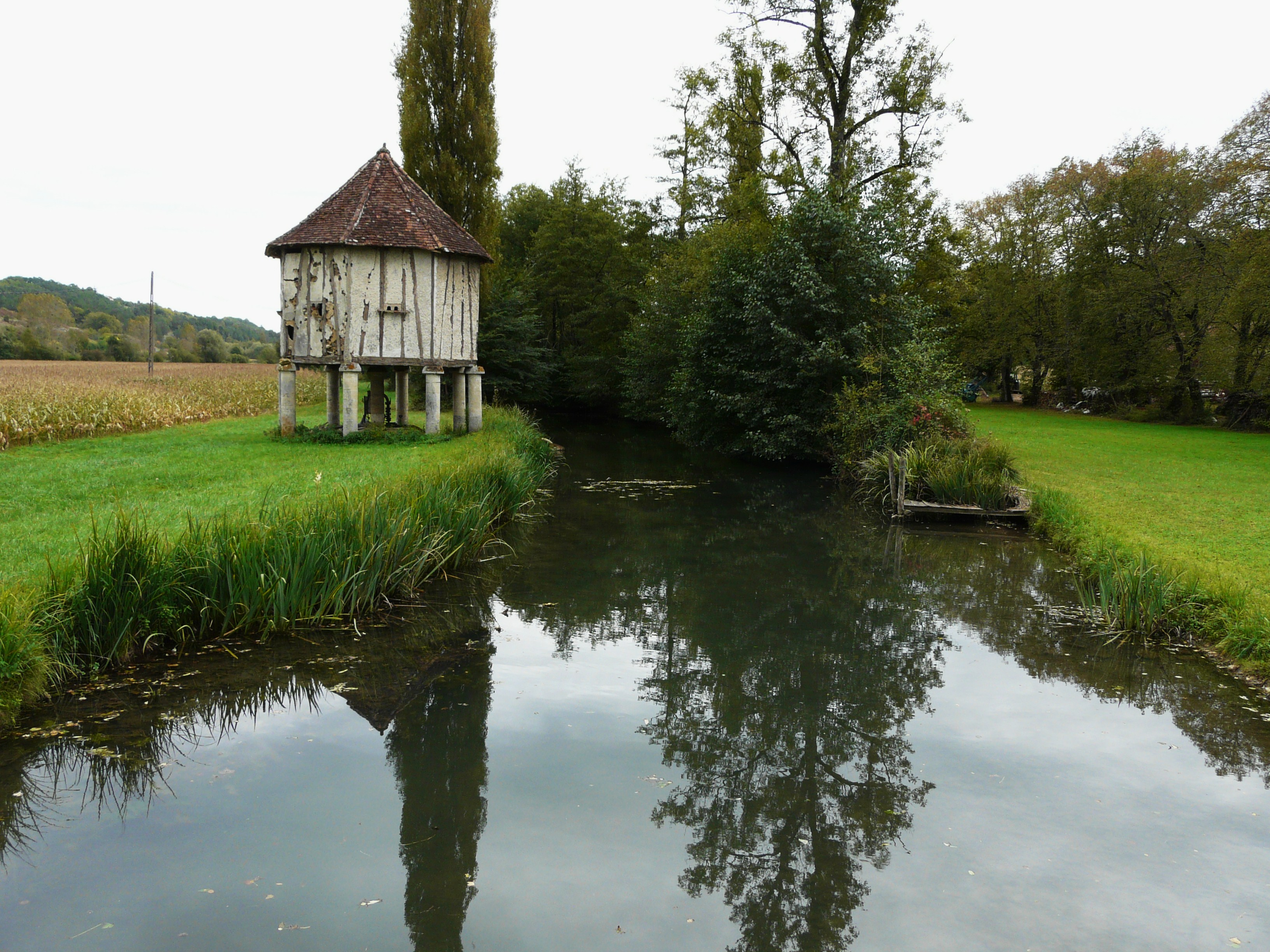
Le Manoire et le pigeonnier du Lieu-Dieu à Boulazac.

La commune est limitée au nord par l'Isle qui la sépare de Trélissac. Elle est également arrosée par son affluent, le Manoire, qui la traverse du sud-est au nord-ouest et rejoint l'Isle dans le quartier de Lesparat. Ce ruisseau, long de 27,1 km, prend sa source en limites du Périgord central et du Périgord noir sur la commune de Thenon, vers 250 mètres d'altitude.
Ces deux cours d'eau font partie du bassin versant de la Dordogne, l'Isle étant le principal affluent de la Dordogne.

### Climat
Voir la section « Climat » de Boulazac Isle Manoire.

### Voies de communications et transports

#### Voies routières
Depuis le début des années 1990, l'agglomération périgourdine est contournée au sud par l'autoroute A89 qui relie Bordeaux à Lyon. Boulazac est accessible par la sortie  14 (Périgueux-Ouest), juste après l'aire du Manoire. C'est aussi une ville-étape avant Périgueux, ce qui explique la présence de nombreux hôtels en bordure de la route départementale 6089 (l'ancienne route nationale 89), qui vient de Bordeaux et continue à l'est jusqu'à Lyon. La route départementale 5 dessert la commune au nord-est en direction de Hautefort et de l'autoroute A20, via Bassillac et son aéroport de Périgueux-Bassillac. La route nationale 221 traverse la commune en reliant la route nationale 21, à Trélissac, et l'autoroute A89, à Saint-Laurent-sur-Manoire.

#### Transport ferroviaire
À proximité de l'église du Vieux-Bourg, implantation d'une halte ferroviaire qui fait partie des communes desservies par la navette ferroviaire inaugurée en 2022, qui relie Mussidan à Niversac.

#### Transports urbains
L'agglomération périgourdine est desservie par le réseau de transport en commun « Péribus », composé depuis janvier 2012, de onze lignes principales et quatorze lignes secondaires à basse fréquence. Boulazac est desservie par deux de ses lignes : la ligne 7 (une des lignes principales) qui relie Champcevinel Borie Brut ou Les Granges à Boulazac Agora et par la ligne de rabattement B qui relie le Suchet au centre commercial de la ville. De plus, à la suite de nombreuses modifications du réseau, la ligne 7 se voit attribuer trois arrêts supplémentaires. L'ancien trajet depuis Champcevinel se terminait à Boulazac Bonnabeau. Il a été prolongé jusqu'à l'Agora.
La ville de Boulazac met aussi à disposition des transports scolaires pour les écoles Joliot Curie et Yves Péron avec des bus roulant sur plusieurs circuits desservant la plus grande partie des habitations de la commune (il existe à ce jour quatre circuits scolaires, un bus pour l'accueil périscolaire du soir et un autre pour l'accueil de loisirs).

## Urbanisme

### Morphologie urbaine
En limite de Périgueux, au nord-ouest, la cité Bel-Air est le témoin résidentiel du camp d'acclimatation et de l'hôpital créés par les Américains lors de la Première Guerre mondiale.
Au vieux bourg de Boulazac, en bordure de voie ferrée et dominé par son église, sont venus s'ajouter une première zone commerciale à la fin des années 1950, un nouveau centre-ville, l'Agora, dans les années 1980, puis la zone d'activités du Ponteix, en bordure de l'Isle, plus récemment.
Dévoilé par le maire Jacques Auzou en octobre 2013, un projet prévoit, pour la période 2015-2020 :
- l'aménagement des larges boulevards urbains actuels par des constructions avec commerces au rez-de-chaussée et appartements au-dessus,
- des nouveaux logements, route de Bassillac, au nord-est,
- de nouvelles installations sportives,
- la création d'un campus des métiers,
- la réalisation d'une voie verte permettant de relier l'Isle au parc de Lamoura, et de pistes cyclables[11].

### Logements
En 2012, la commune dispose de 19,5 % de logements sociaux, taux légèrement inférieur à l'obligation minimale de 20 % pour les communes de plus de 3 500 habitants dans l'agglomération périgourdine.

### Prévention des risques
Un plan de prévention des risques naturels (PPRN) a été approuvé en 2004 pour Boulazac, dont une grande partie du territoire est exposée aux risques de retrait-gonflement des sols argileux et de tassements différentiels,.
Il existe deux plans de prévention du risque inondation (PPRI) pour Boulazac :
- un approuvé en 2000 pour l'Isle qui borde le territoire communal au nord, et la partie aval de son affluent le Manoire[15] et qui a été révisé et intégré en 2014 dans le territoire à risques importants d'inondation (TRI) de la vallée de l'Isle autour de Périgueux[16],[17] ; celui-ci indique une crue de forte probabilité dans les quartiers de Barnabé, de Lesparat et du Ponteix ;
- l'autre approuvé en 2012 pour le Manoire qui concerne au sud-est, en aval de la limite avec Saint-Laurent-sur-Manoire, la zone comprise entre la RN 221 et la ligne ferroviaire jusqu'au pont ferroviaire au-dessus de la RN 221[18],[19].

### Quartiers, villages, hameaux et lieux-dits
Le territoire de Boulazac se compose de quartiers, villages et hameaux, ainsi que de lieux-dits :
- Bareyrou
- Barnabé
- Beauchaud
- Beauregard
- Beauséjour
- Bellevue
- le Bianeix
- le Bled
- Bonabeau
- le Branchier
- les Brandes
- la Brégère
- les Bruges
- le Caran
- Château Landry
- le Chatelou
- Cité Bel-Air
- Combepeyre
- les Combes
- le Cros
- la Filolie
- la Fontaine
- le Frondal
- le Grand Lac
- Grande Maison
- les Grandes Rivailles
- les Grands Chênes
- Jaunour
- le Lac Mayou
- Lamoura
- Landry
- Lesparat
- Lieu-Dieu
- Marsicou
- les Mondis
- Monplaisir
- le Moulin du Treuil
- le Palio
- la Petite Borie
- Peychaudou
- Pey-Harry
- le Ponteix
- le Portail de Singlou
- Poulignac
- la Quilou
- les Rebières
- les Roches
- Sainte-Hélène
- Siozet
- le Suchet
- le Terme Rouge
- le Tuloup
- le Vessat
- le Vieux Bourg
- le Vignaud.

## Toponymie
Le nom de la localité est attesté sous la forme Bolazac au XIIIe siècle.
Le nom de la commune est basé sur l'anthroponyme gallo-roman, Bullatius (lui-même du nom de personne gaulois Bullius), auquel a été ajouté le suffixe -acum marquant la localisation et la propriété, d'où le sens global de « domaine de Bullatius »,.
En occitan, la commune porte le nom de Bolasac (prononcé [bulɒ'ʐa]).

## Histoire
Une présence préhistorique est attestée par la découverte de pierres taillées ou de pierres polies à différents endroits de la commune ainsi que par les abris sous roche qui étaient installés le long de l'Isle à la Brégère. Ces derniers ont disparu, supprimés partiellement par les Romains lors de la construction de l'aqueduc qui amenait les eaux depuis la fontaine de Grandfont (à Saint-Laurent-sur-Manoire) jusqu'aux thermes de Vésone, puis définitivement au début du XIXe siècle, avec la création de la route nationale 89.
Passant par Boulazac, une importante voie romaine reliait Vésone à l'Auvergne et au Quercy.
La première mention écrite connue du lieu remonte au XIIIe siècle sous la forme « Bolazac », qu'on retrouve en Bolazacum au siècle suivant.
La paroisse de Boulazac a été créée en 1681. Aux débuts de la Révolution, elle fera d'abord partie de Périgueux avant de devenir commune à part entière en 1800.
Lors de la Première Guerre mondiale, les Américains créent en 1917 un camp d'acclimatation et un important hôpital pouvant accueillir 2 000 blessés, en limite de Périgueux,. Sur 24 hectares, des éléments préfabriqués permettent d'implanter rapidement une petite ville avec centrale électrique, chapelle, entrepôts, logements et sanitaires, occupée par l'armée américaine jusque début 1920. La cité Bel-Air, avec ses noms de rues qui évoquent les États-Unis, en est le témoin.
Le centre-ville actuel (l'Agora), n'existe que depuis les années 1986-1987.
Au 1er janvier 2016, Boulazac fusionne avec Atur et Saint-Laurent-sur-Manoire pour former la commune nouvelle de Boulazac Isle Manoire dont la création a été entérinée par l'arrêté du 14 décembre 2015, entraînant la transformation des trois anciennes communes en communes déléguées.

## Politique et administration

### Intercommunalité
Boulazac faisait partie de la communauté de communes Isle Manoire en Périgord depuis que celle-ci a été créée le 22 décembre 2001 à partir de neuf communes appartenant au canton de Saint-Pierre-de-Chignac (Bassillac, Eyliac, La Douze, Milhac-d'Auberoche, Saint-Antoine-d'Auberoche, Saint-Crépin-d'Auberoche, Saint-Laurent-sur-Manoire, Sainte-Marie-de-Chignac, Saint-Pierre-de-Chignac et Boulazac) excepté Le Change. Elle s'est élargie successivement avec les adhésions de Marsaneix (2002), Blis-et-Born (2003) et Saint-Geyrac (2004). Enfin, en 2006, Atur et Saint-Pierre-de-Chignac la rejoignent. À terme, au 1er janvier 2014, Boulazac et l'intégralité des communes composant la communauté de communes Isle Manoire en Périgord rejoignent Le Grand Périgueux, nouvelle communauté d'agglomération. Le projet de fusion a été acté par l'arrêté no 121329 du 6 décembre 2012.

### Tendances politiques et résultats
Lors des élections, la commune est divisée en 5 sections de vote, administrées par deux bureaux de vote dans Boulazac.

#### Élection présidentielle de 2012
À l'élection présidentielle de 2012, le taux de participation au premier tour est de 83,08 % à Boulazac ; François Hollande (PS) obtient 36,21 % des voix, Nicolas Sarkozy (UMP) 18,40 %, Jean-Luc Mélenchon (Parti de gauche) 17,58 %, Marine Le Pen (FN) 14,41 % et François Bayrou (MoDem) 8,03 %, les cinq autres candidats recueillant chacun moins de 2 % des suffrages exprimés. Au second tour de l'élection, le taux de participation est de 84,80 % ; François Hollande obtient 65,47 % des suffrages exprimés et Nicolas Sarkozy 34,53 %.

#### Élection législative de 2012
À l'élection législative de 2012 de la première circonscription de la Dordogne, le taux de participation au premier tour est de 59,57 % sur la commune de Boulazac ; Germinal Peiro (PS) obtient 50,27 % des voix exprimées, Nathalie Fontaliran (UMP) 18,77 %, Catherine Dupuy (Front de gauche) 13,80 % et Emmanuelle Pujol (FN) 10,61 %, les six autres candidats recueillant chacun moins de 2,5 %. Il n' a pas de second tour, Germinal Peiro étant élu dès le premier.

#### Élection cantonale de 2008
Les dernières élections cantonales ont eu lieu en 2008. Jacques Auzou (PCF), maire de la commune depuis 1988 et conseiller général en place depuis 1994 est réélu dans le canton de Saint-Pierre-de-Chignac.

#### Élection municipale de 2008
Maire de sa commune depuis 20 ans, Jacques Auzou (PCF), décide de se présenter aux élections municipales de 2008 contre Yves Vérité (UMP). Le 16 mars 2008, Jacques Auzou, est réélu dès le premier tour avec 78,76 % des voix, battant ainsi très largement son adversaire.

### Administration municipale
La population de la commune étant comprise entre 5 000 et 9 999 habitants au recensement de 2011, vingt-neuf conseillers municipaux ont été élus en 2014,. Ceux-ci sont membres d'office du conseil municipal de la commune nouvelle de Boulazac Isle Manoire, jusqu'au renouvellement des conseils municipaux français de 2020.

### Liste des maires puis des maires délégués
À partir de 2016, il n'y a plus de maire, mais un maire délégué. Liliane Gonthier, première adjointe de Jacques Auzou jusqu'à fin 2015, est devenue la maire déléguée de Boulazac en février 2016.
| Période                           | Période  | Identité         | Étiquette | Qualité |
| --------------------------------- | -------- | ---------------- | --------- | ------- |
| février 2016 (réélue en mai 2020) | En cours | Liliane Gonthier |           |         |

### Politique de développement durable
La commune a engagé une politique de développement durable en lançant une démarche d'Agenda 21 en 2001.
Gérée par la communauté de communes Isle Manoire en Périgord, l'une des trois déchèteries intercommunales est installée sur la commune, à l'est de la zone industrielle, au lieu-dit les Rebières. Les deux autres sont implantées à La Douze et Saint-Crépin-d'Auberoche
Par ailleurs, des conteneurs à piles sont installés dans l'hypermarché et les supermarchés de Boulazac.

### Budget et fiscalité communale
En 2011, la commune disposait d'un budget de 17 577 000 € dont 11 226 000 € de fonctionnement et 6 351 000 € d'investissement, en augmentation de 55 % par rapport à 2005.
Le budget de fonctionnement était financé à hauteur de 57,6 % par les impôts locaux, 2,9 % par les autres impôts et taxes et 17,6 % par la dotation globale de fonctionnement. Ces indicateurs étaient cette même année, pour les communes de la même strate, pour les communes de 5 000 à 10 000 habitants, respectivement de 47,04 %, 7,00 % et 22,40 %. Les taux d'imposition fixés par la commune étaient de 16 % pour la taxe d'habitation, de 22,8 % pour la taxe foncière sur le bâti et 54,3 % pour la taxe foncière pour le non-bâti. Les taux de la strate de la commune de 5 000 à 10 000 habitants étaient respectivement de 19,1 %, 17,5 % et 50,4 %. Le taux de la cotisation foncière des entreprises, qui a remplacé la taxe professionnelle en 2010, fixé par l’intercommunalité, était de 3,71 %.
La dette cumulée de la commune s’élevait au 31 décembre 2011 à 608 800 €, soit 878 € par habitant, en augmentation de 37 % par rapport à 2005. La dette moyenne par habitant de la strate des communes de 5 000 à 10 000 habitants s'élevait quant à elle en 2011 à 1 085 €.
| Année | Population | Fonctionnement   | Fonctionnement  | Fonctionnement   | Investissements    | Investissements | Autofinancement | Endettement              | Endettement                              | Fiscalité | Fiscalité | Fiscalité | Fiscalité | Fiscalité                     | Fiscalité                     | Fiscalité              |
| Année | Population | Produits (en k€) | Charges (en k€) | Résultat (en k€) | Ressources (en k€) | Emplois (en k€) | CAF (en k€)     | encours au 31/12 (en k€) | encours par habitant (en € par habitant) | TH        | TFb       | TFnb      | Tpfa      | Potentiel fiscal par habitant | Potentiel fiscal par habitant | Produits impôts locaux |
| Année | Population | Produits (en k€) | Charges (en k€) | Résultat (en k€) | Ressources (en k€) | Emplois (en k€) | CAF (en k€)     | encours au 31/12 (en k€) | encours par habitant (en € par habitant) | TH        | TFb       | TFnb      | Tpfa      | commune                       | strate                        |                        |
| --- | ---------- | ---------------- | --------------- | ---------------- | ------------------ | --------------- | --------------- | ------------------------ | ---------------------------------------- | --------- | --------- | --------- | --------- | ----------------------------- | ----------------------------- | ---------------------- |
| 2005 | 6 446      | 8 121            | 6 342           | 1 779            | 3 201              | 4 892           | 1 969           | 6 003                    | 305                                      | 9,6 %     | 22,8 %    | 51,8 %    | 14 %      | 845                           | 649                           | 4 230                  |
| 2006 | 6 446      | 9 224            | 7 161           | 2 063            | 5 630              | 6 631           | 2 254           | 5 188                    | 805                                      | 9,6 %     | 22,8 %    | 51,8 %    | 14,5 %    | 947                           | 685                           | 5 028                  |
| 2007 | 6 446      | 10 003           | 9 317           | 687              | 5 748              | 4 269           | 923             | 4 439                    | 689                                      | 9,6 %     | 22,8 %    | 51,8 %    | 14,5 %    | 1 034                         | 738                           | 5 548                  |
| 2008 | 6 446      | 10 509           | 9 412           | 1 096            | 4 354              | 2 861           | 1 303           | 5 648                    | 877                                      | 9,6 %     | 22,8 %    | 51,8 %    | 15 %      | 1 089                         | 750                           | 5 857                  |
| 2009 | 6 571      | 11 854           | 9 458           | 2 396            | 5 691              | 7 458           | 2 627           | 6 111                    | 930                                      | 9,6 %     | 22,8 %    | 51,8 %    | 15,4 %    | 1 113                         | 782                           | 6 361                  |
| 2010 | 6 938      | 11 115           | 8 162           | 2 953            | 8 400              | 9 603           | 3 210           | 5 985                    | 863                                      | 9,6 %     | 22,8 %    | 51,8 %    | 0 %       | 1 135                         | 792                           | 6 640                  |
| 2011 | 6 937      | 11 226           | 7 956           | 3 270            | 6 351              | 5 857           | 3 519           | 6 088                    | 878                                      | 16 %      | 22,8 %    | 54,3 %    | 0 %       | non renseigné                 | n.r.                          | 6 469                  |
| Notes : CAF = Capacité d'autofinancement nette du remboursement en capital des emprunts, TH = Taux de la taxe d'habitation, TFb = taux de la taxe sur le foncier bâti, TFnb = taux de la taxe sur le foncier non bâti, Tpfa = Taxe professionnelle (fiscalité additionnelle) |            |                  |                 |                  |                    |                 |                 |                          |                                          |           |           |           |           |                               |                               |                        |

En 2012, le budget de la ville de Boulazac s'élève à 23 809 290 €, s'équilibrant entre dépenses et recettes. Cette année-là, le budget se voit être divisé en deux sections : la section de fonctionnement qui assure la gestion courante de la ville et celle d'investissement qui est rattachée aux nouvelles réalisations de la commune.
| Répartition des dépenses pour 100 € - Affaires économiques (15,54 %) - Charges des personnels (11,66 %) - Virement à la section investissement (11,53 %) - Terrains omnisports (11,47 %) - Établissement et bâtiments publics (10,61 %) - Charges de gestion courante (dont subventions aux associations) (9,90 %) - Charges à caractère général (8,89 %) - Centre d'hébergement (8,38 %) - Travaux de voirie (7,41 %) - Autres (2,67 %) | Répartition des recettes pour 100 € - Ménages (impôts) (28,47 %) - Excédent budget 2011 (17,90 %) - État (12,07 %) - Excédent opérations de fonctionnement (11,83 %) - Subventions, dotations, fonds de concours... (8,43 %) - Report recettes 2011 (6,47 %) - Emprunt (6,30 %) - Autres (4,53 %) - Produits d'exploitation (3,78 %) - Ventes immobilières (0,21 %) |

Taux de fiscalité directe en 2010
| Taxe                     | Boulazac | Dordogne | Aquitaine |
| ------------------------ | -------- | -------- | --------- |
| d'habitation             | 9,59 %   | 6,81 %   | —         |
| foncière sur le bâti     | 22,75 %  | 17,97 %  | 3,17 %    |
| foncière sur le non-bâti | 51,75 %  | 62,64 %  | 9,31 %    |
| de droits de mutation    | 1,20 %   | 3,60 %   | —         |

### Jumelages
- Bibbiena (Italie) depuis 1989[58].

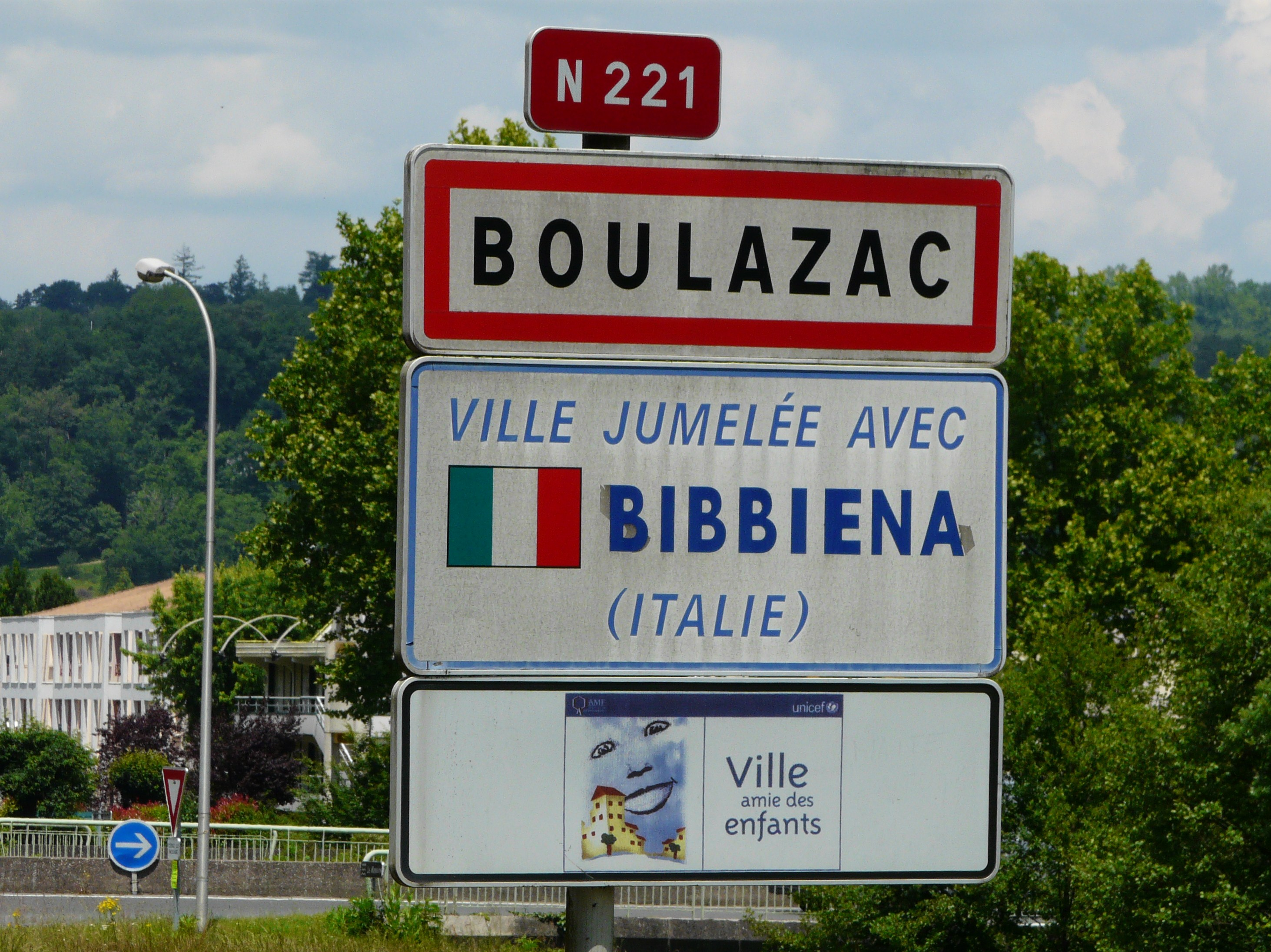
Panneau de jumelage de Boulazac.

C’est à l’occasion de l’inauguration de l’Agora qu’est née l’idée de constituer un Comité de Jumelage entre les villes de Boulazac et Bibbiena en Toscane.

## Population et société

### Démographie

#### Évolution
Les habitants de Boulazac se nomment les Boulazacois.
En 2015, dernière année en tant que commune indépendante, Boulazac comptait 7 019 habitants. À partir du XXIe siècle, les recensements des communes de moins de 10 000 habitants ont lieu tous les cinq ans (2005, 2010, 2015 pour Boulazac). Depuis 2006, les autres dates correspondent à des estimations légales.
Au 1er janvier 2022, la commune déléguée de Boulazac compte 7 038 habitants.
| 1800 | 1806 | 1821 | 1831 | 1836 | 1841 | 1846 | 1851 | 1856 |
| ---- | ---- | ---- | ---- | ---- | ---- | ---- | ---- | ---- |
| 492  | 497  | 583  | 630  | 595  | 556  | 604  | 628  | 629  |

| 1861 | 1866 | 1872 | 1876 | 1881 | 1886 | 1891 | 1896 | 1901 |
| ---- | ---- | ---- | ---- | ---- | ---- | ---- | ---- | ---- |
| 694  | 674  | 775  | 780  | 804  | 807  | 784  | 781  | 779  |

| 1906 | 1911 | 1921 | 1926  | 1931  | 1936  | 1946  | 1954  | 1962  |
| ---- | ---- | ---- | ----- | ----- | ----- | ----- | ----- | ----- |
| 770  | 806  | 838  | 1 212 | 1 402 | 1 487 | 2 038 | 2 337 | 2 839 |

| 1968  | 1975  | 1982  | 1990  | 1999  | 2005  | 2010  | 2015  | - |
| ----- | ----- | ----- | ----- | ----- | ----- | ----- | ----- | - |
| 3 109 | 4 557 | 5 150 | 5 996 | 6 050 | 6 363 | 6 606 | 7 019 | - |

#### Pyramide des âges
| Hommes | Classe d’âge | Femmes |
| ------ | ------------ | ------ |
| 0,3    | 90 ans et +  | 0,7    |
| 5,8    | 75 à 89 ans  | 8,9    |
| 15,2   | 60 à 74 ans  | 15,9   |
| 21,2   | 45 à 59 ans  | 23,4   |
| 18,7   | 30 à 44 ans  | 19,8   |
| 18,3   | 15 à 29 ans  | 15,4   |
| 20,5   | 0 à 14 ans   | 16,0   |

Statut marital des personnes à Boulazac en 2012 en pourcentage
- Divorcé(e) (8,4 %)
- Veuf (veuve) (7,9 %)
- Marié(e) (50,2 %)
- Célibataire (33,4 %)

#### Immigration
En 2009, la population immigrée représentait 416 personnes sur les 6 603 habitants de la commune, soit 6,3 % de la population municipale. On comptait 204 hommes et 212 femmes.
Le nombre des étrangers était, quant à lui, de 286 personnes, soit 4,3 % de la population totale.

### Enseignement
Boulazac est située dans l'académie de Bordeaux.

#### Enseignement primaire
En 2015, la commune dispose de deux groupes scolaires publics : Joliot-Curie et Yves-Péron, comprenant chacun écoles maternelle et primaire.
La commune est également pourvue d'une crèche gérée par l'intercommunalité.

#### Centres de formations
- Association pour la formation professionnelle des adultes (AFPA)
- Espace formation des métiers de la Chambre des métiers
- Groupe d'écoles professionnelles de la Chambre de commerce et d'industrie (CCI)
- Chambre de formation d'apprentis de l'industrie (CFAI)

#### Taux de scolarisation
En 2009, sur l'ensemble de la population âgée de 2 à 5 ans, soit 292 personnes, 216 sont scolarisées, soit 74 % de cette population. Sur l'ensemble de celle âgée de 6 à 10 ans, 99,3 % des 423 sont scolarisées, soit 420 recensées. On compte 99,1 % des 328 personnes âgées de 11 à 14 ans qui sont scolarisées, soit 325 individus. Sur la population comptant 250 personnes qui ont de 15 à 17 ans, 236 sont scolarisées, soit 94,4 %. Pour les 18 à 24 ans, sur les 498 recensés, 47 %, soit 234 individus sont scolarisés. Pour les 362 personnes âgées de 25 à 29 ans, 25 sont scolarisées, soit 6,9 %.
Pour les 4 292 personnes âgées de 30 ans ou plus, seules 39 personnes, soit moins de 1 % de cette population, sont scolarisées.
Taux de scolarisation selon l'âge en pourcentage en 2009

Source : Insee

### Santé
La commune abrite un cabinet de soins infirmiers, cinq médecins généralistes, un ophtalmologiste, un pédiatre, ainsi que deux opticiens et trois pharmacies.
Périgueux et son agglomération proposent une cinquantaine d'autres spécialités de la santé (allergologie, cardiologie, chirurgie, dermatologie, gynécologie, ORL, radiographie, etc.) avec notamment pour les cas urgents ou compliqués, le Centre hospitalier, la Polyclinique Francheville ou la Clinique du Parc.

### Sports
Ce ne sont pas moins de onze clubs sportifs qui existent à Boulazac permettant la pratique de dix disciplines :
- Arts martiaux (judo, Karaté)
- Agora sports (aïkido, ba gua zhang, do-in, défense personnelle, gōjū-ryū, marche nordique, programmes sport santé, taïsou)[72]
- Judo club de Boulazac
- Boulazac Basket Dordogne[73]
- Les 3 Mousquetons boulazacois : escalade[74]
- Escrime (Cercle d'Escrime de Boulazac)[75]
- Football (Étoile sportive boulazacoise)
- Gymnastique (Les Enfants de la Dordogne) ; créé dans les années 1870 à Périgueux, ce club a emménagé à Boulazac en 1995[76].
- Handball
- Moto
- Tennis Club de Boulazac[77]

### Cultes
Les catholiques romains disposent de deux lieux de culte sur la commune : l'église Saint-Jean-Baptiste au « Vieux-Bourg », construite en style néogothique au XIXe siècle, et la chapelle Saint-François d'Assise située à l'Agora, au nouveau centre-ville, inaugurée en 1990. La commune fait partie du secteur paroissial Sainte-Thérèse du Manoire.

### Associations
De nombreuses associations sur la commune :
- Association Cuba Linda : créée en 1998, elle a pour but de faciliter les voyages à Cuba en chambres chez l'habitant.
- Comité de Jumelage Boulazac-Bibbiena : créée en 1989, l'association organise tous les deux ans des escapades en Toscane, chez l'habitant depuis sa création. Vice versa, une délégation italienne vient l'année suivante pour découvrir les charmes du Périgord. Activités proposées dans le cadre de ce jumelage : voyage, cours d'italien…

## Économie
Les données économiques de Boulazac sont incluses dans celles de la commune nouvelle de Boulazac Isle Manoire.

## Culture locale et patrimoine

### Lieux et monuments
- Mémorial de la résistance et de la déportation en Dordogne.
- Château du Lieu-Dieu avec douves et pigeonnier, XIVe siècle, XVe et XIXe siècles, inscrit aux monuments historiques depuis 1959[80].
- Manoir d'Ailhaud-Castelet du XVIIe siècle, aujourd'hui transformé en établissement médico-social pour enfants regroupant un ITEP et un SESSAD.
- Église Saint-Jean-Baptiste de style néo-gothique.
- Chapelle Saint-François d'Assise, inaugurée en 1990.
- Guinguette Barnabé, au bord de l'Isle, labellisée « Patrimoine du XXe siècle » en 2007[81].
- Pigeonniers de Jaunour et des Hauts d'Agora.
- Parc de Lamoura

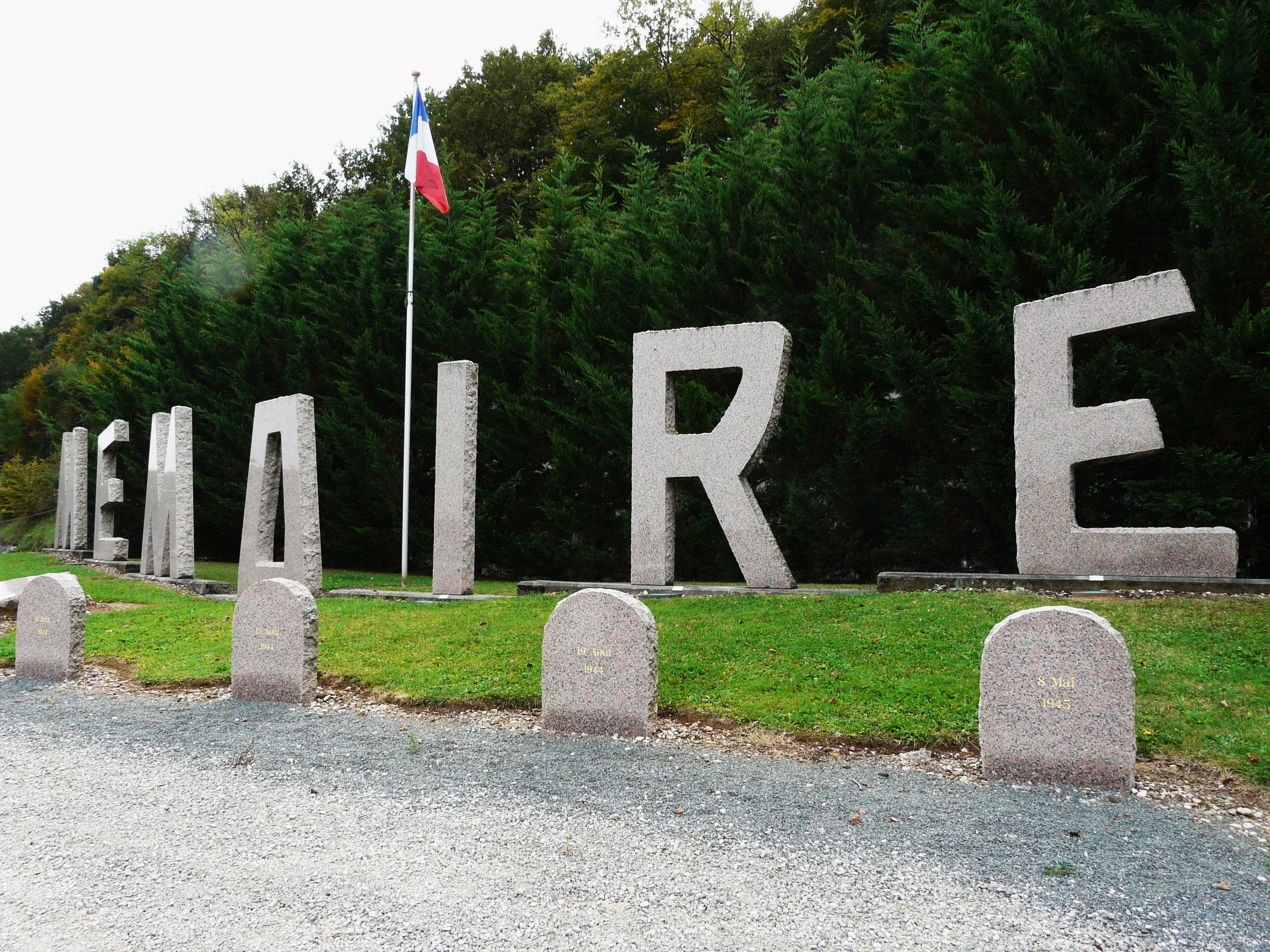
Mémorial de la résistance et de la déportation.
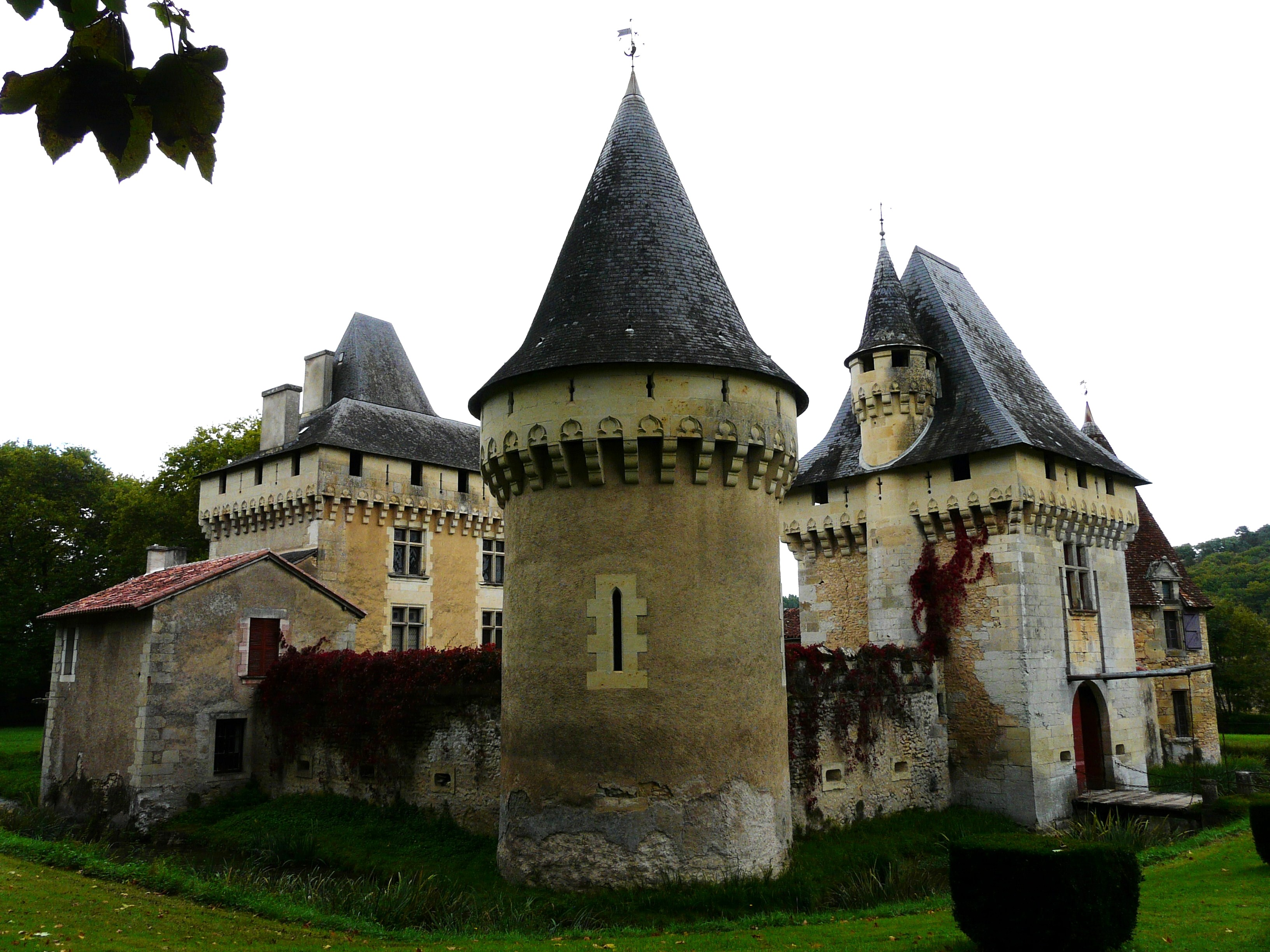
Le château du Lieu-Dieu.
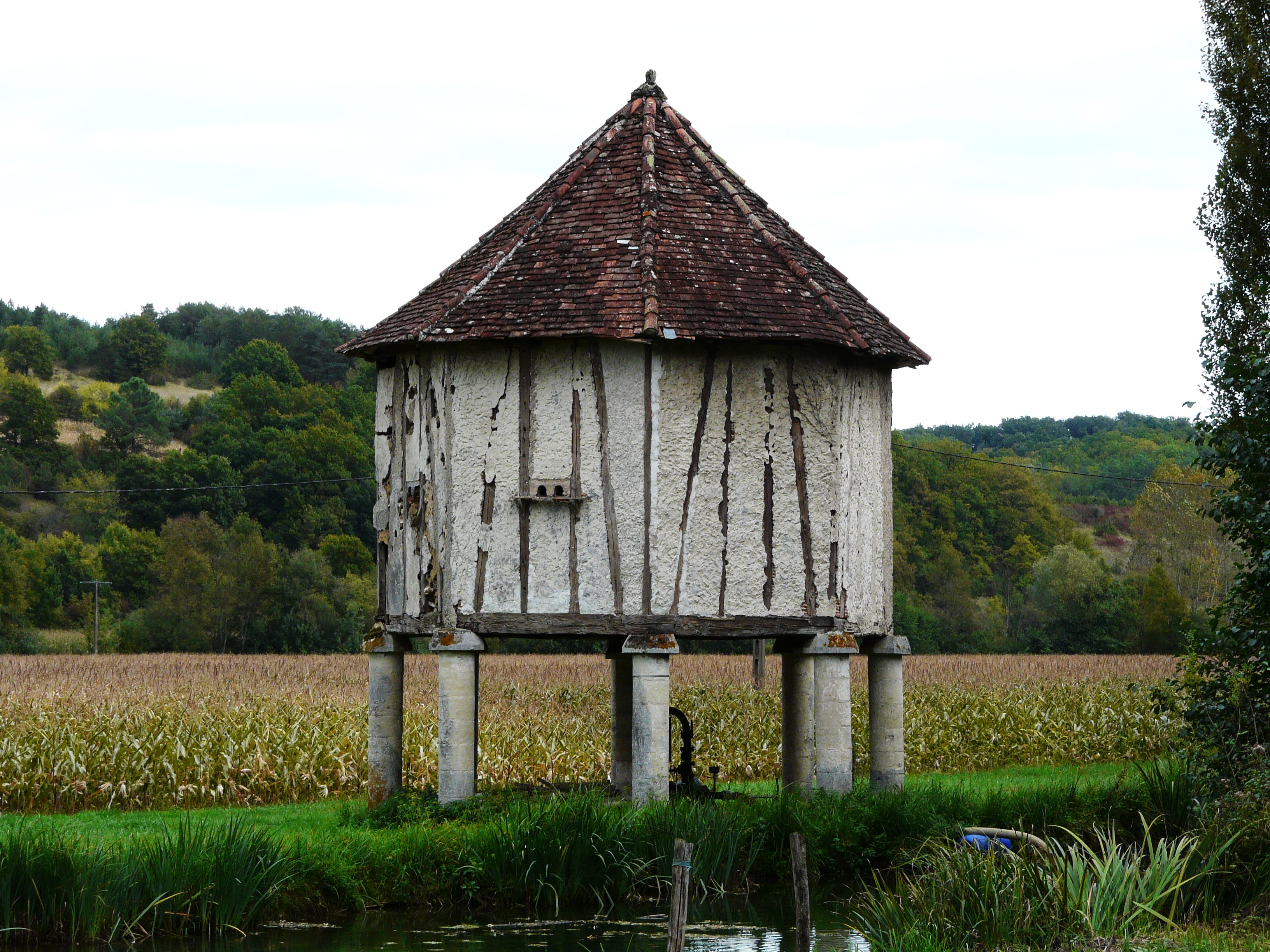
Le pigeonnier du Lieu-Dieu.
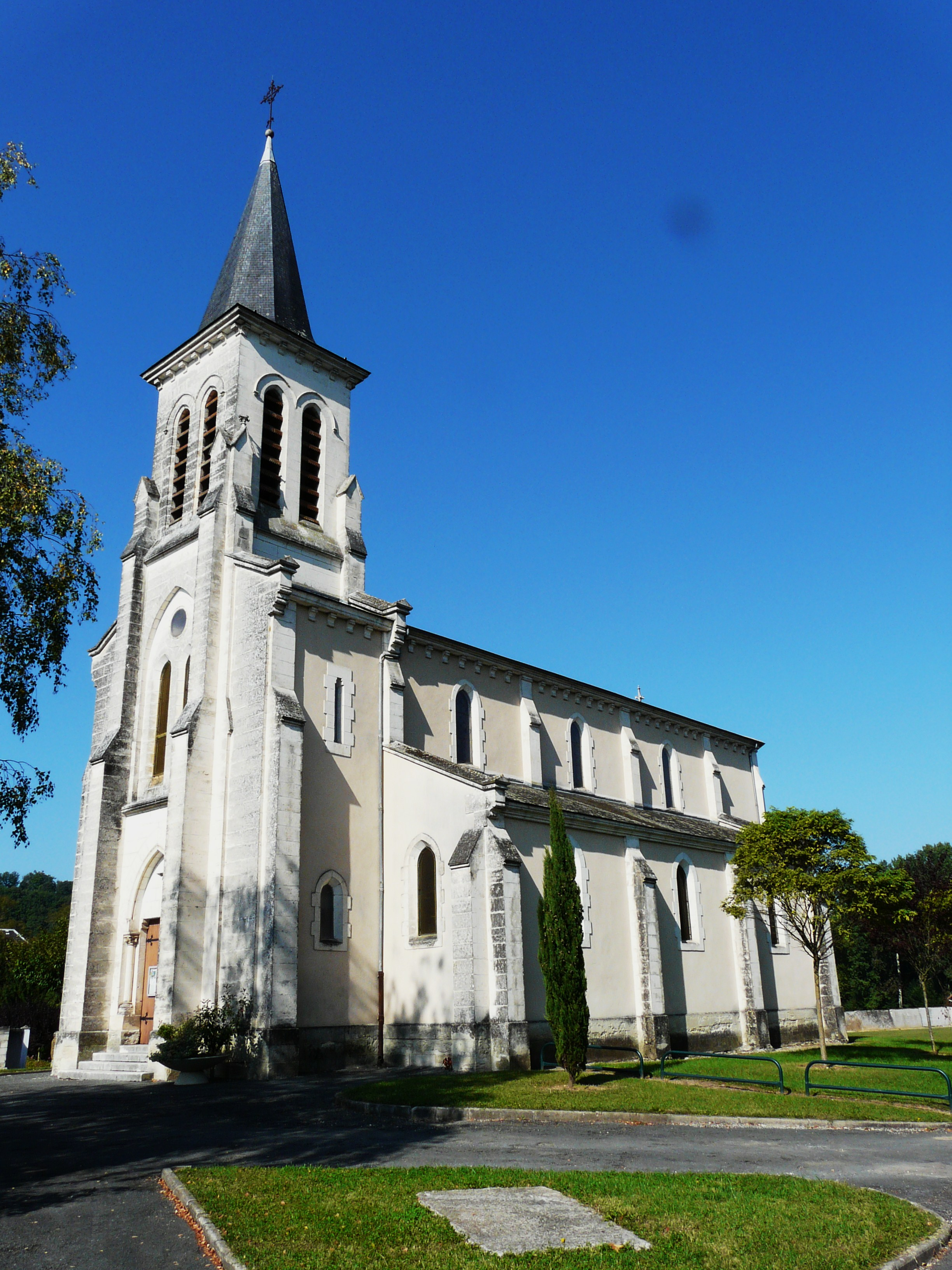
L'église Saint-Jean-Baptiste.
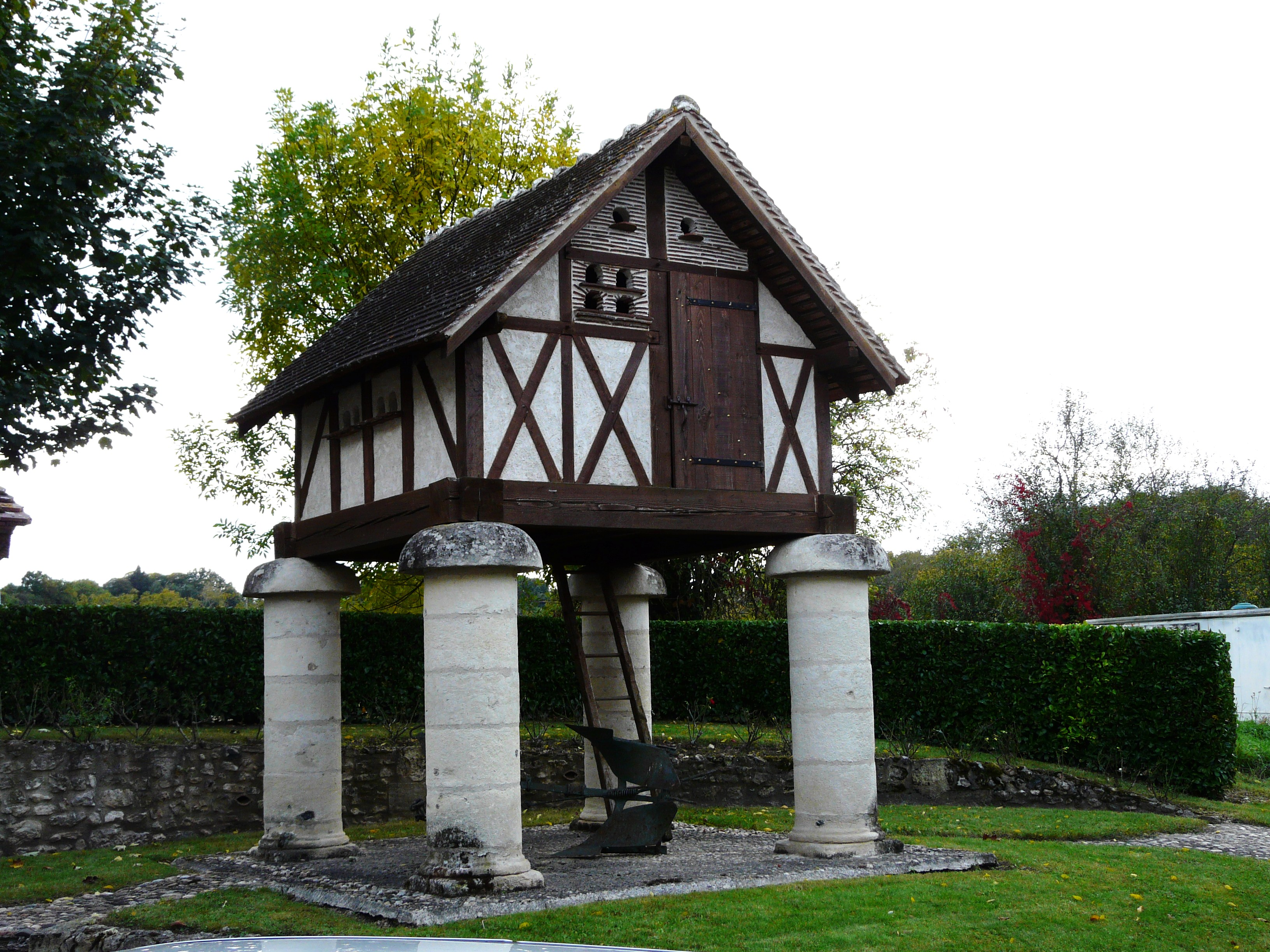
Le pigeonnier de Jaunour.
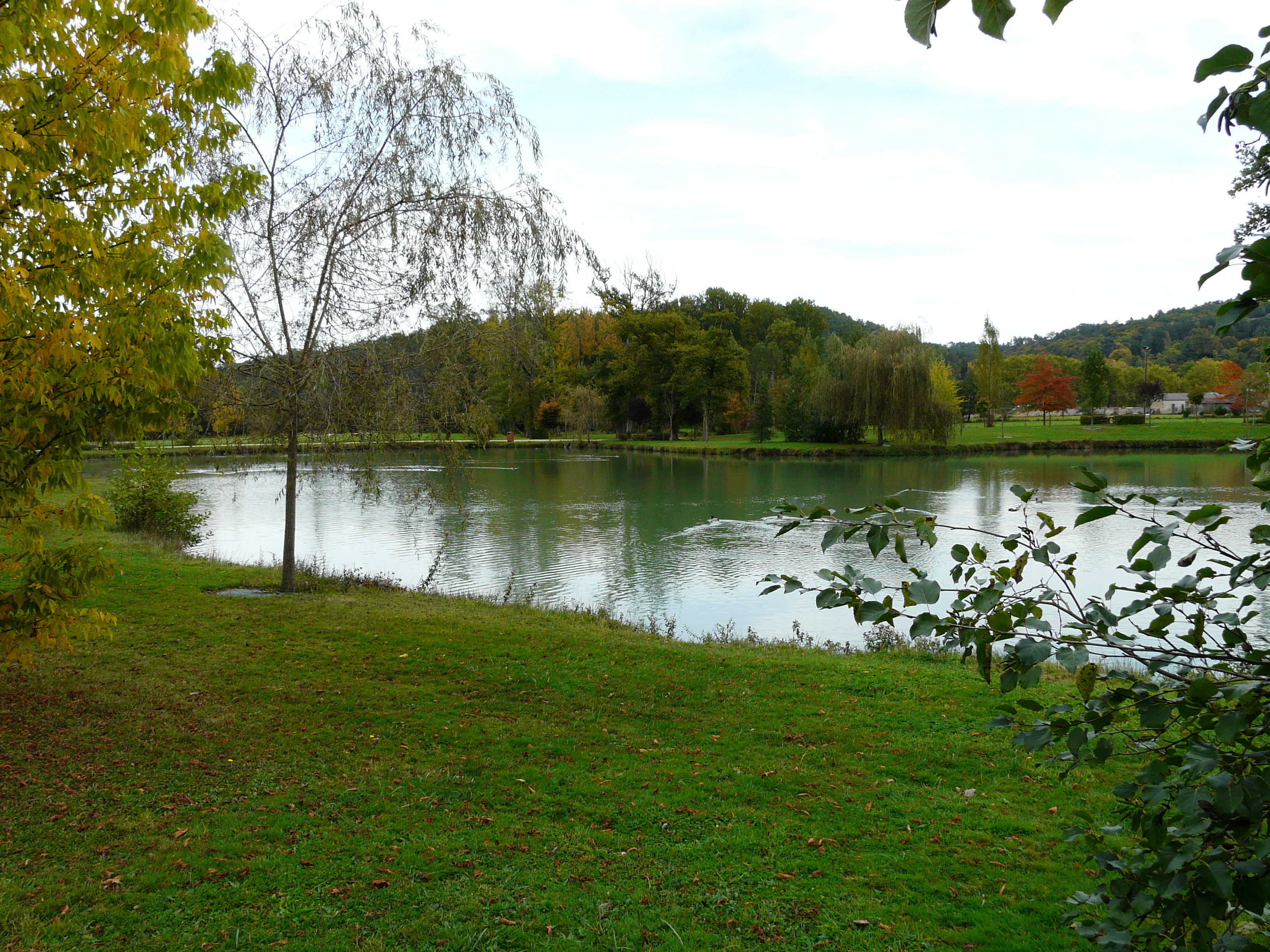
Le parc et l'étang de Lamoura.

### Personnalités liées à la commune
- Lucien Dutard (1912-2003), homme politique français, fut maire de Boulazac de 1953 à 1988.
- Jean-Bernard Ney (1921-2003), résistant luxembourgeois, Compagnon de la Libération. Agriculteur au hameau de Vessat.